# Międzyrzec Podlaski (gmina)
Pour les articles homonymes, voir Międzyrzec Podlaski.
Międzyrzec Podlaski est une gmina rurale (gmina wiejska) de la powiat de Biała Podlaska, dans la Voïvodie de Lublin, dans l'est de la Pologne, à la frontière avec la Biélorussie.
Son siège administratif (chef-lieu) est la ville de Międzyrzec Podlaski, bien qu'elle ne fasse pas partie du territoire de la gmina. Elle se situe environ 25 kilomètres à l'ouest de Biała Podlaska (siège du powiat) et 99 kilomètres au nord de la capitale régionale Lublin (capitale de la voïvodie).
La gmina couvre une superficie de 261,58 km2 pour une population de 10 313 habitants en 2006.

## Histoire
De 1975 à 1998, la gmina est attachée administrativement à la voïvodie de Biała Podlaska.

Depuis 1999, elle fait partie de la voïvodie de Lublin.

## Géographie
La gmina inclut les villages et localités de :

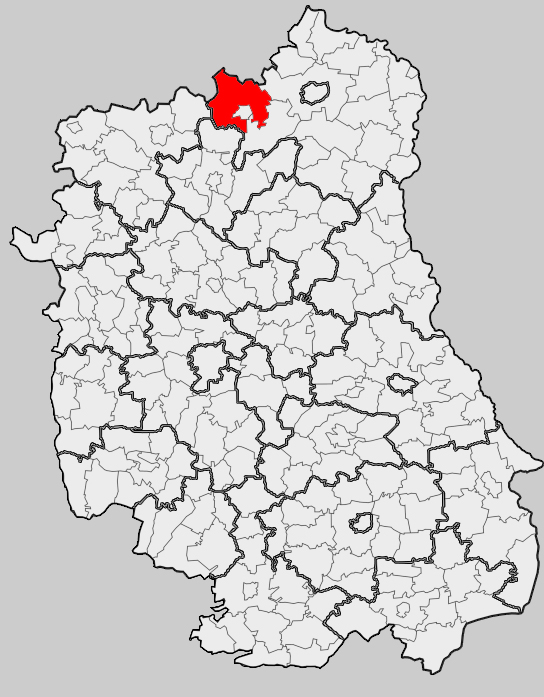
Position de la gmina dans la voïvodie

- Bereza
- Dołhołęka
- Halasy
- Jelnica
- Kolonia Wolańska
- Koszeliki
- Kożuszki
- Krzewica
- Krzymoszyce
- Łuby
- Łukowisko
- Łuniew
- Manie
- Misie
- Pościsze
- Przychody
- Przyłuki
- Puchacze
- Rogoźnica
- Rogoźnica-Kolonia
- Rogoźniczka
- Rudniki
- Rzeczyca
- Sawki
- Sitno
- Strzakły
- Tłuściec
- Tuliłów
- Utrówka
- Wólka Krzymowska
- Wysokie
- Żabce
- Zaścianki
- Zasiadki
- Zawadki

### Gminy voisines
La gmina de Międzyrzec Podlaski est voisine de:

la ville de :
- Międzyrzec Podlaski

et des gminy suivantes :
- Biała Podlaska
- Drelów
- Huszlew
- Kąkolewnica Wschodnia
- Olszanka
- Trzebieszów
- Zbuczyn

## Structure du terrain
D'après les données de 2002, la superficie de la commune de Międzyrzec Podlaski est de 261,58 kilomètres carrés, répartis comme telle :
- terres agricoles : 66%
- forêts : 26%

La commune représente 9,5% de la superficie du powiat.

## Démographie
Données du 30 juin 2004:
| Description        | Total  | Total | Femmes | Femmes | Hommes | Hommes |
| ------------------ | ------ | ----- | ------ | ------ | ------ | ------ |
| Unité              | Nombre | %     | Nombre | %      | Nombre | %      |
| Population         | 10 366 | 100   | 5 193  | 50,1   | 5 173  | 49,9   |
| Densité (hab./km²) | 39,6   | 39,6  | 19,9   | 19,9   | 19,8   | 19,8   |